# Marvin Powell
Marvin Powell (Fort Bragg, 30 agosto 1955 – 30 settembre 2022) è stato un giocatore di football americano statunitense che ha militato nel ruolo di offensive tackle per la maggior parte della carriera con i New York Jets della National Football League (NFL).

## Carriera professionistica
Dopo avere giocato al college a football a USC con cui vinse il campionato NCAA nel 1974, Powell fu scelto come quarto assoluto nel corso del primo giro del Draft NFL 1977 dai New York Jets. Con essi fu convocato per cinque Pro Bowl consecutivi e inserito per tre volte nella formazione ideale della stagione All-Pro. Durante i suoi anni da professionista a New York tenne una rubrica su un giornale cittadino e fu anche eletto presidente del sindacato dai giocatori. Le ultime due stagioni della carriera le passò con i Tampa Bay Buccaneers nel 1986 e 1987.

## Palmarès
- Convocazioni al Pro Bowl: 5

1979-1983
- All-Pro: 3

1979, 1980, 1982
- College Football Hall of Fame